# Aaron Herzog
Aaron Philipp Herzog (* 30. Januar 1998 in Köln) ist ein ehemaliger deutscher Profifußballspieler.

## Karriere

### Verein
Aaron Herzog spielte während seiner Kindheit bei Blau-Weiß Kerpen im rheinischen Kerpen vor den Toren von Köln, bevor er in das Nachwuchsleistungszentrum von Borussia Mönchengladbach gewechselt war. In jener Zeit gehörte er zum Kader der zweiten Mannschaft, für die er am 28. Juli 2017 beim 1:1-Unentschieden im Auswärtsspiel gegen Alemannia Aachen in der Regionalliga West sein Debüt gab. Über weite Strecken war Herzog Stammspieler in der Reserve der Gladbacher und schoss in 78 Partien sieben Tore. Dabei wurde er abwechselnd als offensiver, als defensiver sowie als linker Mittelfeldspieler eingesetzt, in seinem dritten und letzten Jahr sogar als rechter Außenstürmer. Sein Vertrag lief zum 30. Juni 2020 aus.
Am 27. Juli 2020 unterschrieb Aaron Herzog beim Drittligisten Hansa Rostock einen Vertrag bis 2021. Bei den Norddeutschen debütierte Herzog am 16. August 2020 gegen den FC Schönberg 95 im Halbfinalspiel des Lübzer-Pils-Cups 2019/20, welcher aufgrund der Corona-Pandemie erst ab August 2020 – und nicht wie ursprünglich geplant und vorgesehen im Mai 2020 – zu Ende gespielt werden durfte. Das Finale gewannen die Ostseestädter und Herzog wurde Landespokalsieger. In Saison 2020/21 trat er in Rostocks 1. Herrenmannschaft erstmals am 13. September 2020 während des im Ostseestadion stattgefundenen DFB-Pokalspiels der 1. Hauptrunde gegen den Bundesligisten VfB Stuttgart (0:1) in Erscheinung; sein erster Drittligaeinsatz datiert auf den 13. Dezember 2020 im Heimspiel der Rostocker gegen den SV Meppen (0:2), als er in der 73. Spielminute von Hansa-Trainer Jens Härtel für Björn Rother eingewechselt wurde. In dieser Saison war Aaron Herzog zumeist Einwechselspieler und kam zu 13 Einsätzen. Hinzu kam ein Einsatz im Landespokal und drei Einsätze in der Reservemannschaft der Rostocker in der Oberliga. Beide Wettbewerbe wurden allerdings pandemiebedingt ab November 2020 abgebrochen. Mit dem FC Hansa aus Rostock stieg Herzog zum Saisonende in die 2. Bundesliga auf.
Ausgestattet mit einem Ein-Jahres-Vertrag plus Option wechselte Herzog im Sommer 2021 zum deutschen Drittligisten Hallescher FC. Nachdem er sich im September 2021 einen Kreuzbandriss zuzog, wurde diese Option im April 2022 gezogen, sodass sein Vertrag nun bis Sommer 2023 gilt.
Im Sommer 2023 wechselte er in die Regionalliga West zu Alemannia Aachen. Ende Januar 2024 wechselte er zurück in die 3. Liga und er schloss sich dem VfB Lübeck an. Bis zum Ende der Saison 2023/24 kam er auf 6 Drittligaeinsätze, in denen er 2 Tore erzielte. Der VfB stieg am Saisonende in die Regionalliga Nord ab, woraufhin er den Verein mit seinem Vertragsende wieder verließ.
Anschließend beendete Herzog seine Profikarriere und schloss sich zur Saison 2024/25 dem SC Fliesteden an. Der Verein aus dem Bergheimer Stadtteil Fliesteden war zuvor in die siebtklassige Bezirksliga Mittelrhein aufgestiegen.

### Nationalmannschaft
Von 2013 bis 2014 absolvierte Aaron Herzog fünf Partien für die deutsche U16-Nationalmannschaft. 2016 spielte er einmal für die U18-Mannschaft.